# Ратуша (газета)
Ра́туша — львівська міська газета. Одна з перших незалежних газет в Україні. Виходить щотижня (в четвер), тираж номера — близько 30 тис. примірників.
Видавець — львівське комунальне підприємство Редакція газети Львівської міської ради «Ратуша».
Видається з 2 жовтня 1990 року. 
Має розділи: «Новини», «Соціум», «Кримінал», «Культура», «Спорт», «Репортаж», «Дикий світ».
Перший головний редактор — Сергій Герман, чоловік Ганни Герман (тоді Стеців), яка на початку 1990-х років також працювала журналісткою в «Ратуші».
Теперішній головний редактор — Микола Савельєв (журналіст криміналістики),— затверджений на цій посаді міською радою Львова 1.12.2005 р.( до того був в.о.)
Слоган газети — давньоримський вислів «Urbi et Orbi».
Деякий час на початку 1990-х років у газеті працював літературним редактором поет Іван Лучук, який публікував тут паліндромони  українських авторів.